# Mindet.dk
Mindet.dk er en internetportal for sørgende, der vil mindes deres afdøde eller kommunikere med andre efterladte. Hjemmesiden har eksisteret siden 2000 og i dag er den største dansksprogede kirkegård på internettet. Hvert døgn tændes mellem et hundrede og to hundrede virtuelle lys på hjemmesiden mindet.dk, og omkring to tusinde besøgende klikker forbi siden for at mindes dem, de har mistet. 
Mindet.dk er ejet af Kristeligt Dagblad.